# Обикновено синьоглавче
Обикновеното или ливадно синьоглавче (Succisa pratensis), е покритосеменно растение от семейство Бъзови. Различава се по това, че има четириделни цветове за разлика от подобни видове от род Scabiosa, които имат петделни цветове, и затова е поставено в отделен род в същото семейство. Включено е в списъка на лечебните растения съгласно Закона за лечебните растения.

## Описание
Обикновеното синьоглавче е тревисто многогодишно растение. Стъблото е изправено, разклонено, голо или овласено и достига височина до 1 м, като израства от приосновна розетка от прости или раздалечено назъбени ланцетни листа. Листата по стъблото са линцетни и разположени срещуположно в 2 или 3 двойки. Синкавите до виолетови (понякога розови) цветя оформят полусферично съцветие с обща обвивка. Отделните цветове са четириделни, с четириделни чашелистче и венчелистче. Мъжките и женските цветя се произвеждат на различни цветни глави (гинодидомни), като женските цветни глави са по-малки.

## Разпространение
Обикновеното синьоглавче е разпространено в по-голямата част от Британските острови, Западна и Централна Европа, като се простира на изток до Централна Азия. Интродуциран е в източната част на Северна Америка.
Расте във влажни или сухи тревни площи и пустини на кисели или основни почви и се среща в живи плетове, блата, ливади и пасища.

## Галерия
- Цветът в близък план, страничен профил
- Цветът в близък план, долна страна
- Бял цвят с медоносна пчела
- Разположението на листата при основата на стъблото